# Нікольський Геннадій Михайлович
Геннадій Михайлович Нікольський (рос. Никольский Геннадий Михайлович; 28 вересня 1929, Ростов-на-Дону — 20 грудня 1982, Троїцьк, Московська область) — радянський астроном.

## Біографія
Родився в Ростові-на-Дону. У зв'язку із закриттям астрономічного відділення Ростовського університету у 1951 перевівся у Київ, в 1953 закінчив Київський університет, кафедру астрономії якого тоді очолував Сергій Всехсвятський. У 1953—1956 працював на кафедрі астрономії цього університету, в 1956—1958 — в Астрофізичному інституті АН Казахської РСР. З 1958 працював в Інституті земного магнетизму, іоносфери і поширення радіохвиль АН СРСР (з 1969 очолював створену ним лабораторію сонячної активності). З 1971 — професор.
Основні праці в галузі фізики Сонця та астрономічного приладобудування. Спільно з Г. М. Івановим-Холодним виконав цикл теоретичних досліджень короткохвильового випромінювання Сонця і будови перехідної зони між хромосферою і короною. Займався також вивченням планет, міжзоряного середовища, зодіакального світла, свічення нічного неба. За матеріалами повних сонячних затемнень 25 лютого 1952 та 30 червня 1954, отриманим з його участю, провів дослідження сонячної корони. Розробив ряд приладів для вивчення Сонця: оригінальний поза-затемнюваний коронограф зі стаціонарним високодисперсійним спектрографом (спільно з Г. М. Івановим-Холодним), найбільший у світі поза-затемнюваний коронограф з об'єктивом діаметром 530 мм (спільно з А. А. Сазановим). Запропонував ідею нового магнітографу на основі інтерферометра Фабрі-Перо для вимірювання магнітних полів у хромосфері та короні Сонця. Створив також прецизійні поляриметри для спостереження поляризації корони під час сонячних затемнень, експедиційні коронографи. Велику увагу приділяв підготовці і проведенню позаатмосферних досліджень з орбітальних космічних станцій. Автор експерименту «Штучне сонячне затемнення» під час спільного польоту космічних кораблів «Союз» і «Аполлон» (1975).

## Публікації
- Невидимое Солнце (О коротковолновом излучении Солнца) / Г. М. Никольский, М., Знание, 1980
- Г. М. Никольский — Обзор работ лаборатории солнечной активности за 1971—1975 гг. // Препринт ИЗМИРАН, 1976
- Г. М. Никольский — Обзор работ Лаборатории солнечной активности за 1976—1982 гг. // М., ИЗМИРАН, 1982